# Conospermum hookeri
Conospermum hookeri är en tvåhjärtbladig växtart som först beskrevs av Meissn., och fick sitt nu gällande namn av E.M. Bennett. Conospermum hookeri ingår i släktet Conospermum och familjen Proteaceae. Inga underarter finns listade i Catalogue of Life.